# Храм Беллони
Храм Беллони — тепер руїни давньоримського храму, присвяченого богині Беллоні поруч з театром Марцелла і храмом Аполлона цілителя в Римі. Аппій Клавдій Цек пообіцяв побудувати храм на честь перемоги над етрусками у 296 до н. е. Через 5 років храм був освячений на Марсовому полі. Перед спорудою перебувала «колона війни» (лат. Columna Bellica), від неї в стародавні часи в знак оголошення війни у бік ворога кидали спис.
У храмі періодично збирався сенат, приймалися іноземні посли, полководці, які поверталися з походів переможцями й очікували тріумфу.